# Ust-Ierba
Ust-Ierba (en rus: Усть-Ерба) és un poble de la República de Khakàssia, a Rússia, que en el cens del 2010 tenia 205 habitants. Pertany al districte de Bograd.